# Pierre Blum
Pour les articles homonymes, voir Blum.
Pierre Blum, né le 22 juillet 1904 à Meudon et mort le 30 octobre 2002 à Paris, est un joueur de dames français, licencié au "Damier" parisien jusqu'en 1940, puis au "Damier de Lyon" de 1941 à 1947. Il devient président du Damier parisien en 1951.

## Palmarès
- Champion de France en 1946 (à Lyon)
- 4e du championnat de France en 1938
- Champion de Lyon en 1946